# Бура (Газімуро-Заводський район)
Бура́ (рос. Бура) — село у складі Газімуро-Заводського району Забайкальського краю, Росія. Входить до складу Буруканського сільського поселення.

## Населення
Населення — 64 особи (2010; 73 у 2002).
Національний склад (станом на 2002 рік):
- росіяни — 100 %